# Woroncowo (Kraj Krasnojarski)
Woroncowo (ros. Воронцово) – osiedle w Rosji, w Kraju Krasnojarskim, w tajmyrskim rejonie dołgano-nienieckim. W 2010 liczyło 253 mieszkańców.